# John Ridley
John Ridley (nascido em 1965) é um escritor e diretor norte-americano.
Com seu trabalho como roteirista no filme 12 Years a Slave (2013), lhe rendeu o Oscar de melhor roteiro adaptado, sendo o segundo afro-americano a ganhar o prêmio depois de Geoffrey S. Fletcher por Uma História de Esperança (2009).